# Picanello
Picanello (Picaneddu in dialetto catanese) è un quartiere di Catania, situato nella zona nordorientale della città, facente parte della II Circoscrizione, risultata dall'accorpamento avvenuto nel 2013 delle ex II e IV Municipalità, e comprendente quindi i quartieri di Barriera del Bosco, Canalicchio, Villaggio Cardinale Dusmet, Ognina, San Giovanni li Cuti e Guardia.

## Origini del nome
Il nome del quartiere deriva dal catanese antico e si riferisce a quando ancora esso non faceva parte della città ed era solo un mucchio di case rurali: significa Fico snello e si riferisce all'abbondanza di questo tipo di albero nella zona, prima quindi dell'urbanizzazione che vide il quartiere in seguito all'espansione della Città a partire dal XIX secolo.

## Geografia
Il quartiere è delimitato in alcuni punti cardinali da direttive del traffico, come la Circonvallazione a nord-ovest e a nord (che in questo tratto prende il nome di viale Marco Polo e viale Ulisse), il viale Vittorio Veneto ad ovest e via Giacomo Leopardi a sud; confina a nord-ovest con il quartiere Canalicchio, a nord con il Villaggio Cardinale Dusmet, ad est con i quartieri di Ognina e Rotolo, a sud-est con i quartieri San Giovanni li Cuti e Guardia, a sud con i quartieri Cristo Re del Caìto e Gaìto e ad ovest con il quartiere Chiusa della Carvana.

## Storia

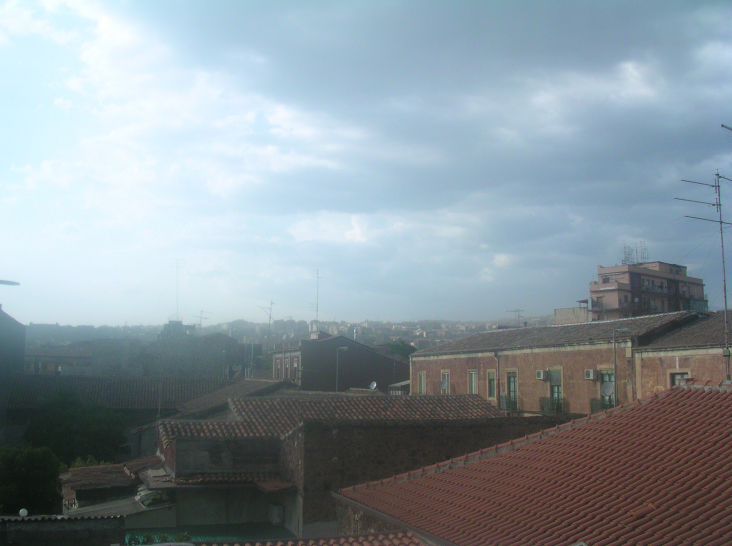
Veduta di un nucleo di abitazioni nella zona nord di Picanello

Nella seconda metà del XIX secolo, Catania visse una netta crescita demografica e i suoi confini si espansero notevolmente. Fino ad allora, il territorio dell'odierno quartiere di Picanello era, come detto già prima, sostanzialmente una contrada agricola, estranea ai rilievi tributari e al processo di urbanizzazione della città. I primi insediamenti stabili si ebbero a partire dagli ultimi anni dell'Ottocento, soprattutto a causa di piccole migrazioni limitrofe; fino ad allora, Picanello si limitò a zona di villeggiatura per le famiglie catanesi più agiate, come gli Smedila.
Nella prima metà del XX secolo, in particolar modo negli anni trenta, l'amministrazione si interessò all'urbanizzazione del quartiere e le grandi famiglie di Picanello (Scammacca, Bonajuto e Marletta) innescarono un processo di grandi e piccole lottizzazioni sulla base del tessuto viario preesistente. Una vera e propria anteprima del boom edilizio degli anni cinquanta e sessanta, nei quali Picanello si liberò gradualmente dalle sembianze rurali e plasmò la sua complessità paesaggistica, avvicinandosi molto allo scenario odierno.
Nel secondo dopoguerra, il territorio attualmente circostante piazza Europa, in continuità con le volontà d'eleganza e prestigio espresse nell'ammodernamento di Corso Italia, fu destinato ad accogliere il decentramento delle maggiori attività economiche della città; nel contempo, gli isolati ad est del viale Vittorio Veneto assomigliarono sempre più a un sobborgo di case popolari, all'interno di un prospetto urbanistico tutt'oggi rimasto poco funzionale.

## Le zone principali

### Corso Italia e Piazza Europa
Via Gabriele D'Annunzio, segnando il limite a sud di Picanello, è sita a nord del Corso Italia, una delle vie più prestigiose della città, nel quartiere Cristo Re del Gaìto. Il corso è mediamente alberato, costeggia la Guardia e conduce a piazza Europa, dove ha inizio il Lungomare. Piazza Europa aveva le sembianze di una piccola villa cittadina che offre, grazie alla sua posizione rialzata, un discreto belvedere sul lungomare.

### Viale Vittorio Veneto e largo Bordighera
Il viale Vittorio Veneto taglia la città dalla Circonvallazione alla Stazione Centrale e segna idealmente il confine occidentale di Picanello. A nord è adiacente, all'altezza di piazza Michelangelo Buonarroti, alla grande Villa Scammacca (una delle famiglie più influenti della storia del quartiere) e, più a sud, al largo Bordighera, una grande piazza a ridosso della fitta zona residenziale. Nei pressi della villa Scammacca, nel 1905, fu costruita la Chiesa di Santa Maria della Salute.

### Via Duca degli Abruzzi e Circonvallazione
A ridosso della Guardia, in direzione Circonvallazione, si sviluppa trasversalmente da sud-est a nord-ovest la via Duca degli Abruzzi, attraversando uno dei nuclei più popolati dell'intero quartiere. La via delimita formalmente la parte sud del quartiere (tra cui gli ex-possedimenti Scammacca) con il grosso nucleo urbano compreso tra la Circonvallazione e la discesa a mare del Rotolo. La Circonvallazione abbraccia Picanello da ovest fino a nord-est, in corrispondenza della fine del lungomare e del porto di Ognina.

### Campo Scuola, via Villa Glori e via De Caro
La congiunzione stradale tra Circonvallazione e Rotolo, caratterizzata da un grande dislivello, è segnata dalla via Galatioto, una lontana parallela - più a nord - di via Duca degli Abruzzi. Con quest'ultima, la Circonvallazione a ovest e via Principe Nicola a est, forma un quadrilatero all'interno del quale è possibile iscrivere un'area dall'altissima densità di popolazione. Adiacenti alla Circonvallazione, si trovano dapprima le zone del Campo Scuola di Atletica Leggera, una struttura edificata a inizio Novecento e potenziata nel corso dei decenni (sede delle Universiadi del 1997), quindi i plessi popolari addensati su via Villa Glori e via De Caro.

## Infrastrutture e trasporti
Fino al 1951, è stato uno dei capolinea dalla tranvia di Catania; seguì lo smantellamento dei tram e la sostituzione con una rete di filobus. Oggi, il quartiere è servito dalle linee bus dell'AMT (Azienda Municipale Trasporti).
È servito a sud-ovest dalla stazione Italia della Metropolitana, sita all'incrocio tra viale Vittorio Veneto e l'omonimo Corso Italia. È inoltre servito dall'omonima stazione del Passante ferroviario di Catania di RFI che lo collega alla Stazione di Catania Centrale e all'intera rete ferroviaria regionale; la stazione è sita a sud-est del quartiere, all'innesto di via Timoleone in via Messina.
Al termine della via Duca degli Abruzzi, sulla Circonvallazione, è possibile imboccare lo svincolo per il raccordo tangenziale che conduce all'Autostrada A18 Messina-Catania.

## Luoghi di culto
- Chiesa di Santa Maria della Salute, Piazza Madonna della Salute, 8
- Chiesa del Cuore Immacolato della Beata Maria Vergine, Viale Vittorio Veneto, 309